# Pannus
In meteorologia, la dizione pannus (dall'analoga parola in latino, con il significato di "panno, pezzo di stoffa") designa dei brandelli di nubi, più o meno sfilacciate, che compaiono al di sotto di altre nubi e che possono anche saldarsi con quest'ultime. Sono nubi accessorie collegate perlopiù con Altostratus, Nimbostratus, Cumulus e Cumulonimbus.
Si tratta di una specie particolare di nubi del genere stratus e cumulus fractus che possono a volte formare uno strato continuo e si trovano spesso sotto a nubi a forte sviluppo verticale come il cumulonimbus.
Nella terminologia anglosassone associata ai messaggi meteo emessi in ambito aeroportuale (METAR) il pannus è chiamato Scud, acronimo di StratoCumulus Under Deck, ossia stratocumulo frammentato al di sotto di una copertura nuvolosa principale.

## Formazione
Il pannus si forma quando l'aria fredda discendente da nubi convettive, come il cumulonimbus, incontra l'aria calda e umida in prossimità del suolo. Ha l'effetto di abbassare la temperatura della massa d'aria e nel contempo di sollevarla provocando la saturazione del vapore acqueo che di conseguenza condensa. Si assiste allora alla formazione di nuvole sparse al di sotto della base della nube, tuttavia senza contatto con essa. Quest'ultima in generale si sposta più rapidamente delle piccole nubi sottostanti con la possibilità di dar luogo alla formazione di un arcus poco prima dell'inizio del temporale.
Il pannus può anche formarsi nelle correnti ascendenti delle nubi convettive dove l'aria umida si alza verso la base, in generale con uno spostamento laterale; ma può agglomerarsi anche attorno a una corrente rotazionale ascendente per dar luogo a una nube a muro, spesso associata alla formazione di un tornado.